# Ordine del duca Trpimir
L'Ordine del duca Trpimir è un'onorificenza statale della Repubblica di Croazia, che occupa il quinto posto nell'ordine di precedenza delle varie onorificenze. Esso viene concesso ai croati ed agli stranieri a livello ministeriale che abbiano saputo contribuire alla realizzazione ed al mantenimento dell'unità nazionale croata, nonché alla sua reputazione nel mondo ed alla crescita nello sviluppo delle relazioni internazionali tra Croazia ed altri stati.

## Storia
L'Ordine è stato fondato il 1º aprile 1995 ed è dedicato a Trpimir I di Croazia.

## Classi
L'Ordine dispone dell'unica classe di Cavaliere/Dama di Gran Croce.

## Assegnazione
L'Ordine è conferito a funzionari di livello ministeriale croati e stranieri e altre persone di pari grado per premiare:
- contributi eccezionali all'indipendenza, all'integrità e alla reputazione internazionale della Repubblica di Croazia,
- meriti nella costruzione di Croazia nello sviluppo delle relazioni tra la Croazia e gli altri paesi.

## Insegne
- La medaglia dell'Ordine ha forma di rombo, smaltata di rosso con al centro un disco in argento sul quale si trova la rappresentazione del duca Trpimir (un principe medioevale di Dalmazia che ebbe il titolo di duca dei croati) a cavallo in armatura. Nella parte inferiore sul bordo argentato si trova la scritta "TRPIMIR" che indica appunto il dedicatario dell'Ordine.
- La stella dell'ordine riprende le medesime forme della medaglia ma è montata su una stella raggiante d'oro e d'argento.
- Il nastro è scaccato di rosso e bianco a riprendere lo stemma nazionale croato.

## Insigniti notabili
- Ingo Friedrich (2006)[2]
- mons. Giulio Einaudi[3]
- Bogić Bogičević[3]
- Peter Galbraith[3]
- mons. Ćiril Kos[4]
- Hans Dietrich Genscher[5]
- Antun Tus[6]
- Ivan Lacković-Croata[6]
- Sveto Letica[6]
- Vinko Nikolić[6]
- Slobodan Novak[6]
- Doris Pack[6]
- Ivan Rabuzin[6]
- Ivo Sanader[6]
- Dragutin Tadijanović[6]
- Luka Bebić[6]
- Ivan Čermak[6]
- Zlatko Mateša[6]
- Branko Mikša[6]
- Haris Silajdžić[6]
- Branimir Glavaš[7]
- mons. Philip M. Hannan[8]
- Branko Lustig[9]
- Hans Mayer[10]
- Hikmet Çetin[11]
- Klaus Nöldner, presidente della CARE International (Germania)[12]
- Aldo Di Biagio[13]